# ديفيد لويس ديفيز
ديفيد لويس ديفيز (بالإنجليزية: David Lewis Davies)‏ هو سياسي بريطاني (وحمل سابقاً جنسية المملكة المتحدة لبريطانيا العظمى وأيرلندا)، ولد في 1873، وتوفي في 25 نوفمبر 1937. حزبياً، نشط في حزب العمال. في 1931 Pontypridd by-election ‏، انتخب عضو برلمان المملكة المتحدة الـ35 عن دائرة بونتيبريذ (19 مارس 1931 – 7 أكتوبر 1931) وفي الانتخابات العامة في المملكة المتحدة 1931 ‏، انتخب عضو برلمان المملكة المتحدة الـ36 عن دائرة بونتيبريذ (27 أكتوبر 1931 – 25 أكتوبر 1935) وفي الانتخابات العامة في المملكة المتحدة 1935 ‏، انتخب عضو برلمان المملكة المتحدة الـ37 عن دائرة بونتيبريذ (14 نوفمبر 1935 – 25 نوفمبر 1937).